# Bythinella turca
Bythinella turca е вид охлюв от семейство Hydrobiidae. Видът е критично застрашен от изчезване.

## Разпространение
Разпространен е в Турция.